# Esteroide anabolizante

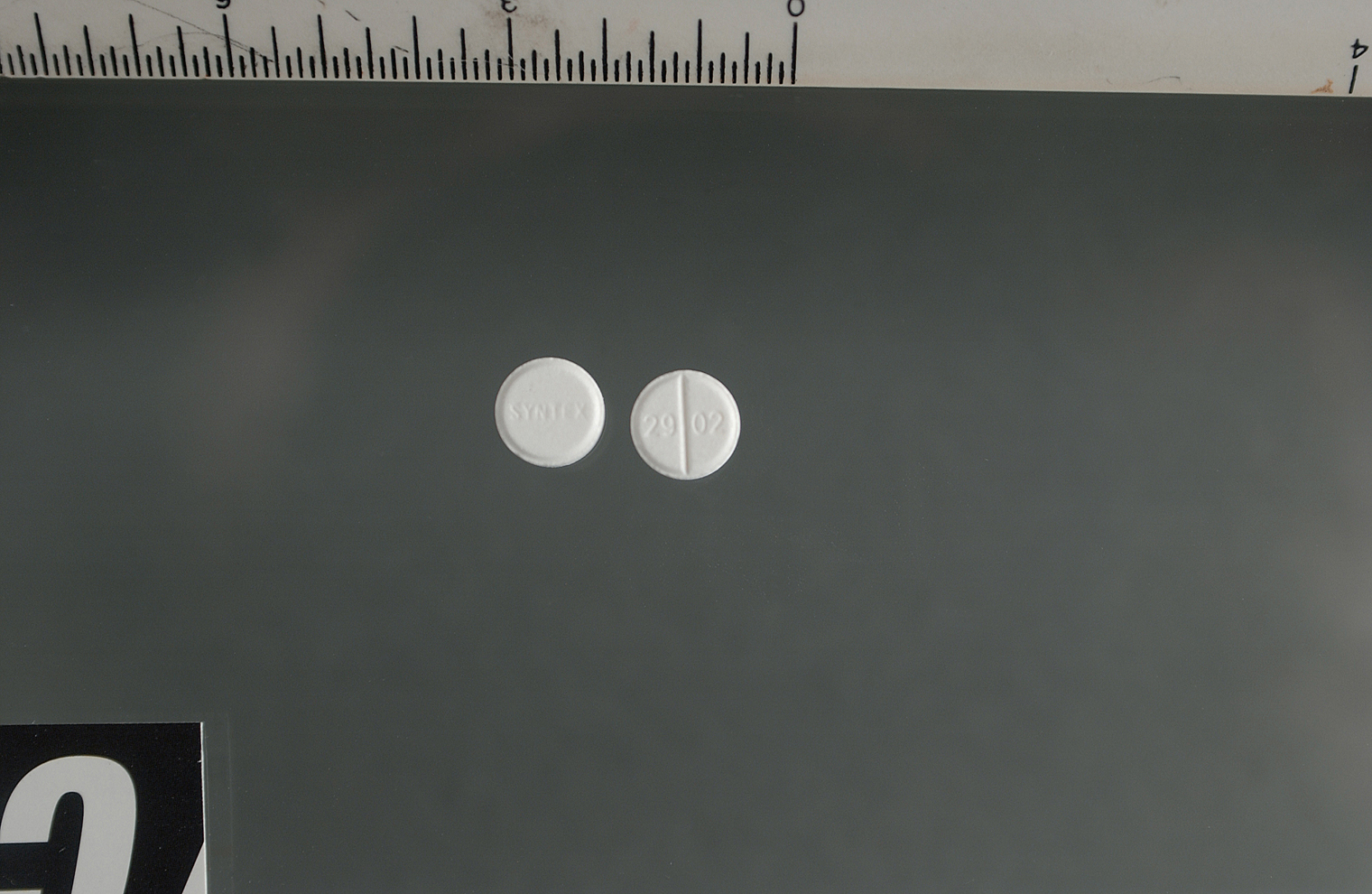
Anadro 150 mg

Testosterona

Os anabolizantes, ou esteroides androgênicos anabólicos, são hormônios sintéticos que estimulam o desenvolvimento de alguns tecidos do corpo a partir do crescimento da célula e sua posterior divisão. Os anabolizantes são usados no tratamento de algumas doenças, mas são usados também, em grande quantidade, por pessoas que desejam aumentar o volume dos músculos e a força física.
Algumas pessoas usam os anabolizantes de forma exagerada e perigosa, muitas vezes em conjunto com outros hormônios para obter o resultado esperado mais rápido, o que pode desenvolver efeitos colaterais indesejados: acne, impotência sexual, calvície, hipertensão arterial, esterilidade, insônia, dor de cabeça, aumento de colesterol ruim, crescimento dos pelos, distúrbios testiculares e menstruais.
Os anabolizantes podem ser encontrados a partir do estrógeno (hormônio feminino produzido pelos ovários), andrógeno (hormônio masculino produzido pelos testículos) e cortisona (hormônio de ambos os sexos). São encontrados em quatro formas: cremes, supositórios, cápsulas e injetáveis. O método é usado por alguns atletas que desejam força física e melhor resistência do organismo, mas tais substâncias são proibidas em desportos. Quando o atleta é submetido ao exame de antidoping e a substância é detectada e o mesmo é desclassificado.
Os EAA foram descobertos nos anos 1930 e têm sido usados desde então para inúmeros procedimentos médicos incluindo a estimulação do crescimento ósseo, apetite, puberdade e crescimento muscular. Podem também ser usados no tratamento de pacientes submetidos a grandes cirurgias ou que tenham sofrido acidentes sérios, situações que em geral acarretam um colapso de proteínas no corpo. O uso mais comum de EAA é para condições crônicas debilitantes, como o câncer e a AIDS. Os EAA podem produzir inúmeros efeitos fisiológicos incluindo efeitos de virilização, maior síntese proteica, massa muscular, força, apetite e crescimento ósseo. Os esteroides anabolizantes também têm sido associados a diversos efeitos colaterais quando forem administrados em doses excessivas, e esses efeitos incluem a elevação do colesterol (aumenta os níveis de LDL e diminui os de HDL), acne, pressão sanguínea elevada, hepatotoxicidade, e alterações na morfologia do ventrículo esquerdo do coração.
Hoje os EAA são controversos por serem muito difundidos em diversos esportes e possuírem efeitos colaterais. Enquanto há diversos problemas de saúde associados com o uso excessivo de EAA, também há uma volumosa quantidade de propaganda, assim como concepções errôneas da população sobre seu uso. Os EAA são controlados em alguns países incluindo os Estados Unidos, Canadá e Reino Unido. Estes países possuem leis que controlam seu uso e distribuição.

## Uso

### Medicinal

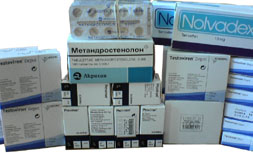
Alguns esteroides anabolizantes e substâncias associadas

Os EAA foram testados por médicos para muitas finalidades desde a descoberta da testosterona sintética dos 1930s aos 1950s, algumas com sucesso. Um dos usos iniciais de esteroides foi para o tratamento de cansaço crônico, como o dos prisioneiros nos campos de concentração nazistas e prisioneiros de guerra. Durante a Segunda Guerra Mundial, pesquisas foram realizadas pelos cientistas alemães para a síntese de outros EAA, e foram feitos experimentos em prisioneiros humanos e nos próprios soldados alemães, esperando aumentar as tendências de agressividade de suas tropas. O médico de Adolf Hitler revelou que ele recebia injeções de vacina derivados de testosterona para tentar tratar várias de suas doenças.
- Estimulação da medula óssea: Durante décadas, os EAA foram importantes para a terapia de anemias hipoplásicas não causadas por deficiência nutritivas, especialmente a anemia aplásica. Os EAA vêm sendo lentamente substituídos por hormônios sintéticos (como a epoetina alfa) que estimulam seletivamente o crescimento de precursores das células do sangue.
- Estimulação do crescimento: Os EAA foram receitados em larga escala por endocrinologistas pediátricos para crianças com deficiência no crescimento dos anos 1960s até os 1980s. A disponibilidade de hormônio do crescimento sintético e a estigmatização social crescente sobre o uso de EAA levou à descontinuação deste uso.
- Estimulação do apetite e preservação e aumento de massa muscular: EAA tem sido dados para pessoas com condições crônicas desgastantes como câncer e AIDS.[2][3]
- Indução da puberdade masculina: Andrógenos são receitados para muitos garotos com atraso da puberdade. Atualmente a testosterona é praticamente o único andrógeno usado para esse fim, mas EAA sintéticos foram usados anteriormente nos anos 1980s.
- O enantato de testosterona pode mostrar-se um método útil, seguro, reversível e efetivo para contracepção hormonal masculina num futuro próximo.[4][5]
- Usado para problemas relacionados com a idade em idosos. Os EAA têm se mostrado como auxiliares em muitos problemas da velhice.[6]
- Usado em terapia de reposição hormonal para homens com baixos níveis de testosterona. (veja hipogonadismo)
- Usado para dismorfia de gênero: ao passo que as características secundárias masculinas (puberdade) se iniciam em pacientes diagnosticados como feminino-para-masculino. Os derivados mais utilizados da testosterona são o Sustanon e o Enantato de Testosterona que tornam a voz mais grave, aumentam as massas muscular e óssea, os pelos faciais, os níveis de células vermelhas do sangue e o clitóris.

### Melhorando a performance

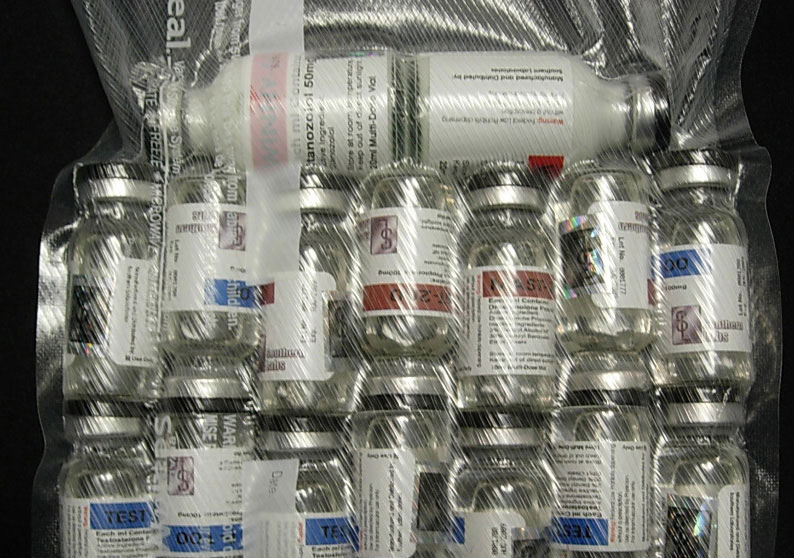
Viais de esteroides anabolizantes injetáveis

A maioria dos usuários de esteroides não são atletas. Um estudo desenvolvido nos Estados Unidos relevou que a maioria dos usuários de esteroides anabolizantes possuem aproximadamente 25 anos, são de classe média e utilizam os esteroides anabolizantes para fins estéticos. "O uso de esteroides anabolizantes entre adolescentes de 12 até 17 anos aumentou 25% de 1999 até 2000, com 20% destes afirmando que utilizavam anabolizantes para fins estéticos" afirma um estudo da seguradora norte-americana Blue Cross Blue Shield. Outro estudo concluía que o uso de esteroides anabolizantes entre universitários nos EUA é igual ou inferior a 1%. De acordo com um estudo, aproximadamente 13% dos usuários de esteroides anabolizantes negligenciam a esterilização local, reutilizam seringas e partilham de agulhas embora um estudo em 2007 comprove que o ato de compartilhar agulhas entre usuários de EAA é algo bem incomum, menor ou igual a 1%. Outro estudo de 2007 comprovou que a maioria dos usuários de esteroides anabolizantes para fins não-medicinais nos EUA já haviam completado a faculdade. Outro estudo mostrou que a maioria dos usuários de esteroides anabolizantes possuía maior taxa de emprego e maior renda familiar do que o restante da população. Os usuários de esteroides anabolizantes costumam pesquisar mais que outros usuários de substâncias controladas; porém, a maioria das fontes consultadas pelos usuários de EAA incluem amigos, livros não-medicinais, fóruns da internet, blogs, e revistas fitness, que podem fornecer informações imprecisas e questionáveis.
Os usuários de esteroides anabolizantes tendem a ficar descontentes com o retrato que a mídia expõe dos EAA — como substâncias mortais e nocivas ao corpo humano. Um estudo concluiu que a maioria dos usuários de EAA desconfiam de seus médicos. Do estudo, 56% dos usuários não revelou à seus médicos o uso de esteroides anabolizantes. Outro estudo de 2007 teve resultados semelhantes, mostrando que, enquanto 66% dos indivíduos que usavam EAA para fins não médicos estavam dispostos a procurar supervisão médica pelo uso de esteroides, 58% não conseguem confiar seus médicos, 92% sentiram que o conhecimento da comunidade médica sobre o uso de esteroides anabolizantes para fins estéticos era pífio e 99% sentiram que a população tem uma visão exagerada dos efeitos colaterais do uso de EAA. Um estudo recente comprovou que usuários de esteroides anabolizantes por um grande período de tempo eram mais propensos à sofrerem de disformia muscular. Um estudo recente no Journal of Health Psychology mostrou que muitos usuários de EAA acreditavam que o uso com moderação de esteroides é seguro.
Os esteroides anabolizantes são usados por homens e mulheres em esportes profissionais para alcançar uma vantagem competitiva ou para ajudar na recuperação de ferimentos. Estes esportes incluem o fisiculturismo, halterofilismo, tiro, ciclismo, beisebol, luta, mixed martial arts, boxe, futebol, e críquete. O uso dos EAA é proibido na maioria dos esportes pelas instituições administrativas de cada um deles. O uso de EAA entre adolescentes é comum, ainda mais entre adolescentes que praticam algum esporte. O uso de EAA entre estudantes do sexo masculino é mais comum do que o uso entre estudantes do sexo feminino, assim como o uso de esteroides é mais frequente com usuários que já utilizaram EAA e usuários que nunca haviam utilizado antes.

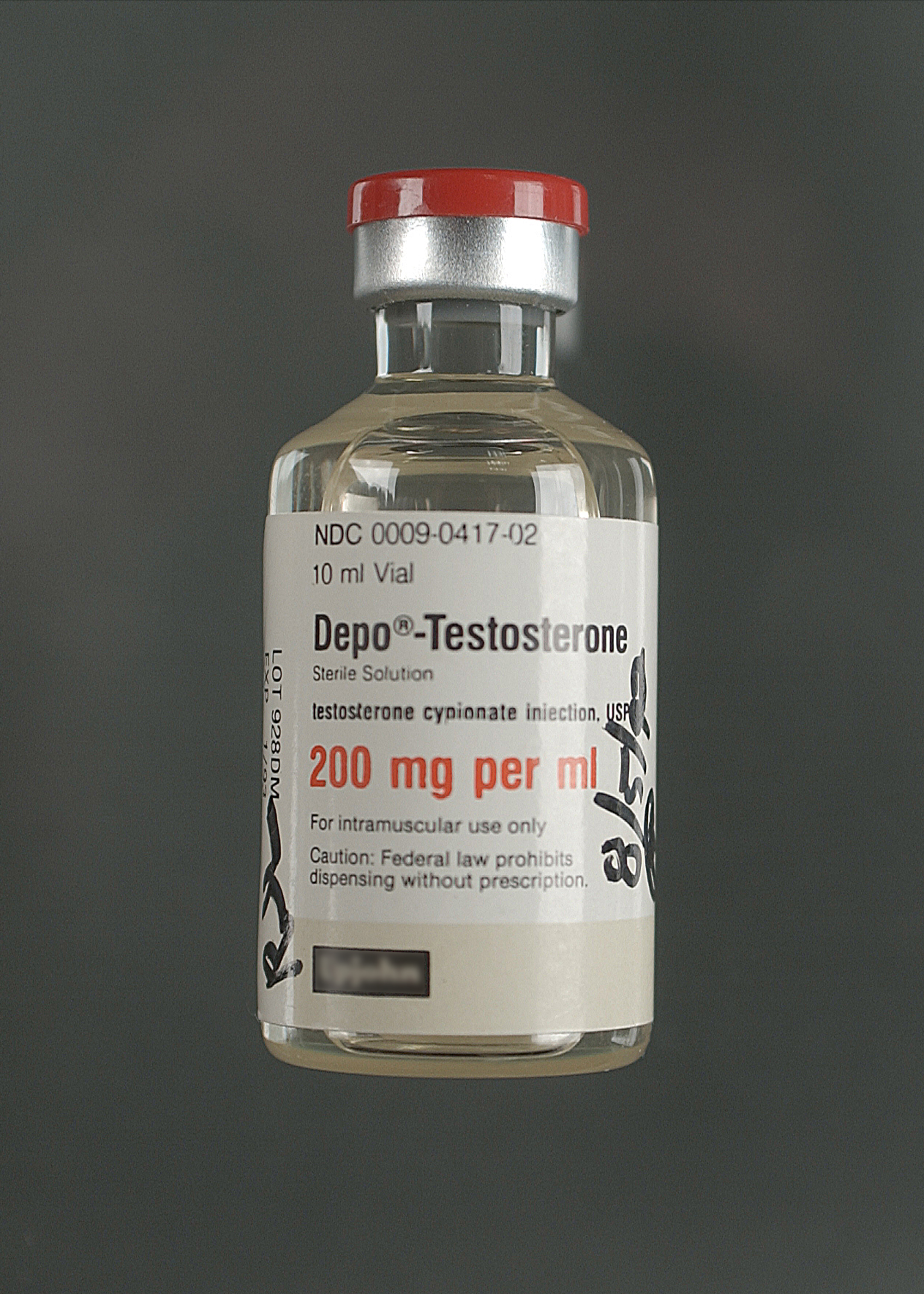
Um vial de cipionato de testosterona

### Formas disponíveis
A formas mais comuns de uso de esteroides anabolizantes incluem: pílulas orais; esteroides injetáveis; creme/gel para aplicação tópica; adesivos tópicos. A administração oral é a mais fácil. A testosterona administrada pela boca é rapidamente absorvida, mas é convertida em metabólitos inativos. A fim de serem suficientemente ativos quando administrados por via oral, os derivados da testosterona são alquilados na posição 17a. Esta modificação reduz a capacidade do fígado de quebrar esses compostos antes de atingir a circulação sistêmica.
A testosterona pode ser administrada por via parenteral, mas tem um tempo de absorção muito longo. A taxa de absorção (e, portanto, o cronograma de injeção) varia entre diferentes ésteres. Um horário mais frequente pode ser desejável para manter um nível mais constante de hormônio no sistema. Os esteroides injetáveis são tipicamente administrados no músculo, não na veia, para evitar mudanças súbitas na quantidade de droga na corrente sanguínea. Além disso, uma vez que a testosterona é dissolvida no óleo, a injeção intravenosa tem potencial para causar uma embolia perigosa (coágulo) na corrente sanguínea.
Os remendos dérmicos (adesivos que são colocados na pele) também podem ser usados para administrar uma dose constante através da pele — que por consequência é enviada à corrente sanguínea. Os cremes e géis contendo testosterona que são aplicados diariamente na pele também estão disponíveis, mas a absorção é ineficiente (aproximadamente 10%, variando entre os indivíduos) e esses tratamentos tendem a ser mais caros. Indivíduos que costumam suar muito/tomar banho constante podem não ser bons candidatos ao uso de adesivos dérmicos, uma vez que a medicação pode ser lavada (a água impede a absorção da testosterona).
As vias tradicionais de administração não diferem quanto a eficácia do medicamento. Estudos indicam que as propriedades anabólicas dos esteroides anabolizantes são relativamente semelhantes, apesar das diferenças nos princípios farmacocinéticos, como o metabolismo de primeira passagem. No entanto, as formas orais disponíveis de EAA podem causar danos ao fígado em altas doses.

## Efeitos colaterais
Os efeitos colaterais conhecidos dos esteroides anabolizantes incluem:
- Dermatológico/tegumentar: pele oleosa, acne vulgaris, seborreia, estrias (devido ao rápido desenvolvimento do músculo), hipertricoses, alopecia (queda de cabelo, em resposta à altos níveis de DHT), retenção de líquido.
- Reprodutor/endócrino: modificações na libido, infertilidade reversível, hipogonadismo hipogonadotrófico.
- Efeitos colaterais em homens: ereções, ereção noturna, disfunção erétil, ginecomastia (apenas com EAA aromatizáveis), oligospermia, azoospermia, atrofia testicular, leiomiossarcoma intratesticular, hipertrofia da próstata, câncer de próstata.
- Efeitos colaterais em mulheres: virilização, hirsutismo, distúrbios menstruais (por exemplo anovulação, oligomenorreia, amenorreia, dismenorreia), aumento do clitóris, atrofia de peito, atrofia do útero, teratogenicidade (fetos femininos).
- Efeitos colaterais em crianças—adolescentes: fechamento prematuro das epífises (em conjunção de baixa estatura), puberdade precoce em meninos e puberdade atrasada em meninas.
- Psicológico/neurológico: alterações de humor, irritabilidade, agressão, comportamento agressivo, impulsividade/imprudência, hipomania, euforia, depressão, ansiedade, disforia, suicídio, delírios, psicose.
- Cardiovascular: dislipidemia (aumento dos níveis de LDL e diminuição nos níveis de HDL), aterosclerose, hipertensão arterial, hipertrofia ventricular esquerda, cardiomiopatia, hipertrofia do miocárdio, arritmia, trombose, infarto, morte súbita.
- Musculoesquelético: hipertrofia muscular, estirpe muscular, ruptura do tendão, rabdomiólise.
- Hepático: níveis elevados de enzimas hepáticas (TGO, TGP, bilirrubinas, Gama-GT), hepatotoxicidade, esteatose hepática, adenoma hepatocelular, colestase, hepatite; tais problemas costumam acontecer principalmente/exclusivamente com esteroides 17α-alquilados.
- Renal: hipertrofia renal, nefropatia, insuficiência renal aguda, glomérulo renal, carcinoma.

### Fisiologia
Dependendo da duração do abuso das drogas, existe a possibilidade que o sistema imunitário seja danificado. A maioria destes efeitos colaterais dependem da dose, sendo a hipertensão arterial comum, principalmente em quem já tem a doença antes do uso das drogas.
Os esteroides anabolizantes mostraram alterar os níveis de tolerância à glicose e açúcar no sangue em jejum. Os EAA, como a testosterona, aumenta o risco de doenças cardíacas. A acne é muito comum entre usuários de EAA, principalmente devido à estimulação das glândulas sebáceas, pelo aumento dos níveis de testosterona. A conversão de testosterona em DHT pode provocar a calvície em machos geneticamente predispostos, enquanto nas fêmeas a própria testosterona pode provocar calvície.
Uma série de efeitos colaterais graves podem ocorrer com adolescentes que usam EAA. Por exemplo, o esteroide pode parar prematuramente o alongamento dos ossos (fusão epifisária prematura através de níveis aumentados de metabólitos de estrogênio), resultando em crescimento atrofiado. Outros efeitos incluem: maturação óssea acelerada, aumento da frequência e duração das ereções e desenvolvimento sexual prematuro.

#### Câncer
A Organização Mundial da Saúde lista os esteroides anabolizantes no grupo 2A: "Provavelmente cancerígeno para os seres humanos".

#### Cardiovascular
Outros efeitos colaterais podem incluir alterações na estrutura do coração, como aumento e espessamento do ventrículo esquerdo, o que prejudica sua contração e relaxamento. Os possíveis efeitos dessas alterações no coração incluem hipertensão arterial, arritmia cardíaca, insuficiência cardíaca e outros. Essas mudanças também são observadas em atletas que não usam drogas, mas o uso de esteroides pode acelerar esse processo.
O uso de EAA pode causar alterações prejudiciais nos níveis de colesterol: alguns esteroides causam um aumento do colesterol LDL (colesterol "ruim") e uma diminuição do HDL (colesterol "bom"). Além disso, os esteroides provocam um aumento rápido do peso corporal e da pressão arterial, o que deixa os usuários mais vulneráveis a um evento cardiovascular.[carece de fontes?]

#### Defeitos no crescimento
O uso de EAA em adolescentes acelera a maturação óssea e pode reduzir a altura do adulto em altas doses.[carece de fontes?] As baixas doses de EAA, como a oxandrolona, são usadas no tratamento de baixa estatura idiopática, mas isso só pode acelerar a maturação ao invés de aumentar a altura.

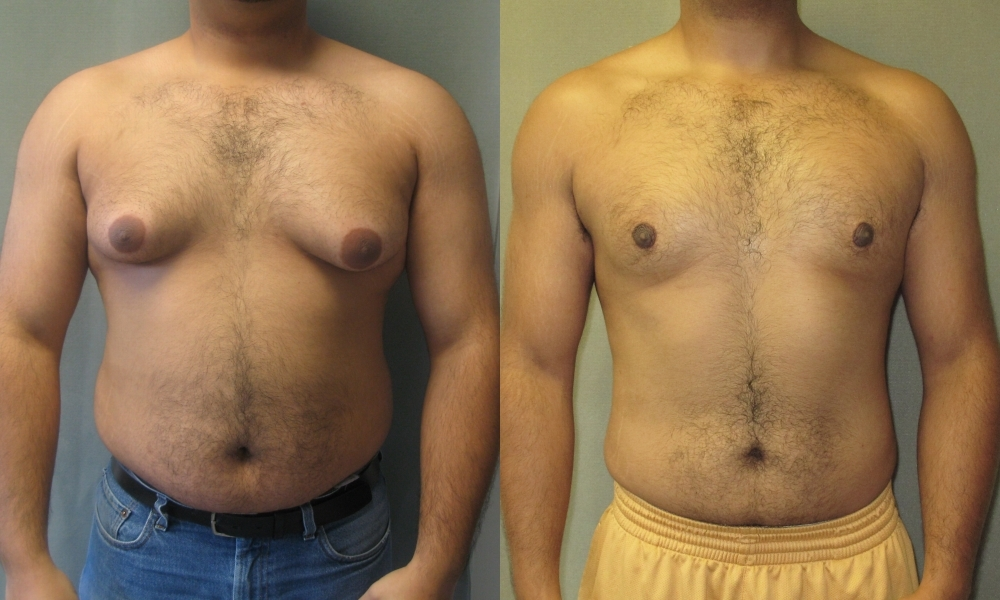
Homem de 22 anos, antes (esquerda) e depois (direita) de uma cirurgia de ginecomastia

#### Feminização
O desenvolvimento do tecido mamário nos machos, uma condição chamada ginecomastia (que geralmente é causada por altos níveis de estradiol circulante), pode surgir devido ao aumento da conversão de testosterona em estradiol pela enzima aromatase. A falta de apetite sexual e infertilidade temporária podem ocorrer em homens, também. Outro efeito colateral específico do macho que pode ocorrer é a atrofia testicular, causada pela supressão dos níveis naturais de testosterona, que inibe a produção de esperma. Esse efeito colateral é temporário; o tamanho dos testículos geralmente retorna ao normal dentro de poucas semanas após a interrupção do uso de EAA.

#### Masculinização
Os efeitos colaterais específicos da fêmea incluem crescimento demasiado de cabelo pelo corpo, alterações na voz, clitóris largo e alteração no tempo de um ciclo menstrual. A alteração da fertilidade e os cistos ovarianos também podem ocorrer em mulheres. Quando tomado durante a gravidez, os esteroides anabolizantes androgênicos pode afetar o desenvolvimento do feto, causando o desenvolvimento de características masculinas no feto feminino e características femininas no feto masculino.

#### Problemas renais
Testes de rim revelaram que nove dos dez usuários de esteroides desenvolveram uma condição chamada glomeruloesclerose segmentar e focal, um tipo de cicatrização dentro dos rins. O dano renal nos fisiculturistas tem semelhanças com os observados em pacientes obesos mórbidos, mas parece ser ainda mais grave.

#### Problemas no fígado
As altas doses de anabolizantes orais podem causar danos ao fígado, segundo estudos.

### Neuropsiquiatria

Especialistas em toxicodependência, em psiquiatria, química, farmacologia, ciência forense e epidemiologia se envolveram em uma experiência com 20 substâncias recreativas populares. Os esteroides anabolizantes ficaram em 19º lugar na dependência, 9º em danos físicos e 15º em danos sociais.

Uma revisão de 2005 no CNS Drugs determinou que "sintomas psiquiátricos significativos, incluindo agressão, violência, mania e menos frequentemente psicose e suicídio", foram associados ao abuso de esteroides. Não há evidências de que a dependência de esteroides se desenvolva a partir do uso terapêutico de EAA para tratar desordens médicas, mas casos de dependência de EAA foram relatados entre halterofilistas e fisiculturistas que administraram doses fisiológicas cronicamente. Os distúrbios do humor (como depressão) são suscetíveis/dependem da dose e da droga, mas a dependência ou os efeitos de abstinência do EAA parecem ocorrer apenas em um pequeno número de usuários de EAA.
Estudos complexos que envolvam o funcionamento cerebral/neurológico de usuários de EAA não estão disponíveis atualmente. Em 2003, o primeiro estudo naturalista de longo prazo sobre dez usuários, dos quais sete acabaram o estudo com alta incidência de distúrbios de humor, mas poucas mudanças clinicamente relevantes em parâmetros fisiológicos ou medidas laboratoriais foram observadas ao longo do estudo, e essas mudanças não estavam claramente relacionadas aos períodos de uso reportado de EAA. Um estudo de 13 meses, publicado em 2006 e que envolveu 320 fisiculturistas e atletas, sugere que a ampla gama de efeitos colaterais psiquiátricos induzidos pelo uso de EAA está correlacionada com a gravidade do abuso.
Outros estudos apontam que o consumo excessivo de esteroides anabolizantes atua no sistema nervoso central, aumentando a excitabilidade neuronal, prejudicando a qualidade do sono, causando síndrome de apneia, por obstruírem as vias aéreas superiores, prejudicando o sistema neuro-hormonal, causando alterações psiquiátricas, como distúrbios de humor, quadros depressivos, medo e ansiedade e alterações no sistema monoaminérgico, que regula o comportamento, gerando agressividade. Ainda, alterações no comportamento sexual e distúrbios na autoimagem, que se manifestam na forma de dismorfia corporal.
O consumo excessivo de esteroides anabolizantes, também pode causar uma baixa hormonal que leva o usuário a desenvolver hipogonadismo, como também acarreta danos no sistema cardiovascular, no sistema reprodutor e distúrbios metabólicos. Os efeitos acumulativos dos esteroides anabolizantes estimulam a ação do glutamato, aumentando as chances de perda neuronal em diversas regiões cerebrais, podendo promover a diminuição de atividades cerebrais e cognitivas e podendo precipitar um aneurisma cerebral precoce, que pode ocasionar a morte cerebrovascular súbita.

### Métodos anti-colaterais
Tipicamente os fisiculturistas, atletas e esportistas que usam anabolizantes tentam minimizar seus efeitos colaterais negativos. Por exemplos, alguns aumentam a quantidade de exercícios cardiovasculares para ajudar a evitar os efeitos da hipertrofia do ventrículo esquerdo.
Alguns andrógenos vão se aromatizar e se converter em estrógeno, potencialmente causando alguma combinação dos efeitos colaterais citados acima. Durante o ciclo do esteroide, os usuários tendem a tomar um inibidor da enzima aromatase e/ou um modulador seletivo do receptor de estrógeno (MSRE); estas drogas afetam a aromatização e a ligação ao receptor de estrogênio, respectivamente. O MSRE tamoxifeno é de particular interesse, já que ele previne a ligação ao receptor de estrogênio no peito, reduzindo o risco de ocorrer a ginecomastia.
Além disso, a 'terapia pós-ciclo' (TPC) é prescrita, a fim de combater a supressão endógena da testosterona e recuperar a função do HPTA (eixo hipotalâmico-pituitário-gonadal). A TPC tipicamente consiste em uma combinação das seguintes drogas, dependendo do protocolo que é utilizado:
- Um modulador seletivo do receptor de estrógeno (MSRE), como o citrato de clomifeno e/ou citrato de tamoxifeno (esta é a droga primária da TPC).
- Um inibidor da enzima aromatase conhecido como anastrozol.
- Gonadotrofina coriônica humana (hCG) (tem se tornado menos comum, já que hoje este hormônio é mais utilizado durante o ciclo, ao invés de depois).

O objetivo do TPC é devolver o balanço hormonal endógeno original ao corpo no menor espaço de tempo possível.
Os usuários geneticamente propensos à perda prematura de cabelo, que o uso de esteroides pode torná-la mais acentuada, têm utilizado a droga finasterida por períodos prolongados de tempo. A finasterida reduz a conversão de testosterona em DHT, esta última tendo um potencial muito maior de causa alopécia (ausência de pelos). A finasterida não tem utilidade nos casos em que o esteroide não é convertido em um derivado mais androgênico.
Como alguns anabolizantes podem ser tóxicos para o fígado ou podem causar aumentos na pressão sanguínea ou colesterol, muitos usuários consideram ideal fazer frequentes testes sanguíneos e de pressão sanguínea para ter certeza de que seus níveis de pressão e colesterol ainda estão nos níveis normais. Como os anabolizantes podem aumentar o colesterol, eles podem, consequentemente, aumentar o risco de um ataque cardíaco em seus usuários. Logo, geralmente é considerada obrigatória para todos os usuários a realização testes sanguíneos enquanto estiverem utilizando os anabolizantes.

## História
Comentários de atletas profissionais da Grécia antiga sugerem que foi utilizada uma ampla variedade de substâncias esteroides naturais com o objetivo de promover crescimento androgênico e anabólico. Estes foram de extratos dos testículos até materiais de plantas. Remédios tradicionais em geral, tanto no Ocidente como na medicina Asiática contemporânea, contém várias substâncias que devem promover a virilidade e vários aspectos masculinos, mesmo que não totalmente com relação ao aumento dos músculos e da habilidade atlética tanto quanto performance sexual. Na medicina Chinesa tradicional, substâncias como chifre de alce, osso de tigre, bexiga e bílis de urso, ginseng e outras raízes e muito mais eram primariamente consumidos para ressaltar o organismo masculino. A ciência não recomenda estes métodos.
Acredita-se que os esteroides anabolizantes farmacêuticos modernos tenham sido descobertos inadvertidamente por cientistas alemães no começo da Década de 1930, mas quando foi descoberto ele não foi considerado significante o bastante para promover estudos posteriores. A primeira referência conhecida a esteroides anabolizantes nos EUA foi em uma carta ao editor da revista Strength and Health em 1938. Na década de 1950, o interesse científico por eles foi aumentado, e Metandrostenolona (Dianabol) foi aprovada para uso nos Estados Unidos pela Administração de comida e drogas americana (FDA) em 1958 após vários testes com bons resultados foram conduzidos em outros países.
Ao longo dos anos 50, 60, 70 e até 80 havia a dúvida se os Esteroides Anabolizantes realmente tinham um efeito. Em um estudo no ano de 1972, uma parte dos participantes foi informada que eles receberiam injeções de EAA diariamente, mas ao invés disso lhes foi administrado placebo. A melhora de performance deles foi similar à dos participantes que tomaram compostos anabólicos de verdade. Este estudo teve muitas falhas incluindo controles inconsistentes e doses insignificantes. De acordo com Geraline Lin, um pesquisador do Instituto Nacional do Abuso de Drogas americano, até a época de publicação de livros em 1996, os resultados deste estudo ainda não haviam sido contestados e postos a teste, durante 18 anos.
No estudo de 1996 mencionado anteriormente que foi fundado pelo NIH americano ele examinou o efeito de altas doses de testosterona enanthate (600 mg/semana intramuscular por 10 semanas). Os resultados mostraram um claro aumento na massa muscular e diminuição da gordura corporal naqueles que tomaram testosterona ao invés de placebo. Nenhuma reação adversa foi percebida.
O Congresso dos Estados Unidos, através da Lei de Controle de Esteroides Anabolizantes de 1990, colocou os anabolizantes na Lista III da Lei de Substâncias Controladas desse país (sigla em inglês CSA). A CSA define os esteroides anabolizantes como qualquer droga ou substância hormonal quimicamente e farmacologicamente relacionada à testosterona (que não seja estrógeno, progestina e corticosteroides) que promove o crescimento muscular.
No início dos anos 1990s, após a restrição de uso dos esteroides anabolizantes nos Estados Unidos, diversas companhias farmacêuticas pararam de produzir ou comercializar os produtos nesse país, incluindo a Ciba, Searle, Syntex e outras.
Em adição, um mercado inteiro para drogas falsificadas emergiu. Como nunca visto nos últimos 30 anos, os computadores, a Internet e os scanners tornaram fácil a falsificação e distribuição de produtos como se fossem legítimos, usando rótulos idênticos aos originais. O mercado foi inundado de produtos que continham de tudo, desde óleo vegetal até substâncias tóxicas. Usuários ingênuos injetavam essas drogas em si mesmos, e alguns deles morreram de causas como envenenamento e abscessos subcutâneos.
Em 20 de janeiro de 2005, a Lei de Controle de Esteroides Anabolizantes de 2004 dos EUA entrou em efeito, como emenda à Lei de Substâncias Controladas desse país, colocando os anabolizantes e pró-hormônios em uma lista de substâncias controladas, tornando a posse dessas drogas sem prescrição um crime federal.

## Sociedade e cultura

### Regulamentação
As leis sobre uso e porte de EAA diferem, cada país possui a sua forma de regulamentação e prescrição de EAA. Países possuem um controle mais rígido sobre o uso de EAA, enquanto em outros o seu uso e distribuição é totalmente legal.
No Canadá, uma pesquisa concluiu que o uso de EAA em estudantes atletas era extremamente difundido (ou seja, havia muitos estudantes-atletas que utilizavam de EAA). Um estudo feito em 1993 pela instituição Canadian Centre for Drug-Free Sport descobriu que, aproximadamente 83,000 canadenses com idade entre 11 e 18 anos usavam esteroides anabolizantes. EAA sem prescrição médica são ilegais na Austrália, Argentina,[carece de fontes?] Brasil, e Portugal.[carece de fontes?] EAA podem ser encontrados sem prescrição médica no México e na Tailândia.

Esteroides anabolizantes apreendidos em operação conduzida pela Polícia Federal do Brasil, no Rio Grande do Sul, estado brasileiro.

#### Brasil
O uso e porte de esteroides anabolizantes no Brasil sem receita médica é crime. De certa forma, no Brasil, o seu uso é difundido entre pessoas das mais variadas idades e condições financeiras. Diferente de outros países, no Brasil, o uso de esteroides anabolizantes entre universitários é extremamente menor do que o uso entre universitários norte-americanos e canadenses. Os esteroides mais consumidos no Brasil são de origem farmacêutica (Durateston, Deposteron e Deca-Durabolin), enquanto uma outra parcela utiliza de EAA de origem paraguaia.

#### Paraguai
No Paraguai, o uso de esteroides anabolizantes e comercialização são totalmente legais.[carece de fontes?] Traficantes brasileiros costumam viajar até cidades paraguaias, objetivando comprar EAA por um preço pequeno e revendê-los em território brasileiro. Laboratórios mais difundidos de origem paraguaia incluem Landerlan e Duopharma.

#### México
No México, o uso de esteroides anabolizantes e comercialização são totalmente legais. Jovens costumam utilizar e comprar anabolizantes para fins recreativos em farmácias locais no país anteriormente mencionado. Traficantes de países sul-americanos também visam o país como um bom local para obterem EAA e comercializarem-nos em países cuja regulamentação é rigorosa.

#### Estados Unidos
Nos Estados Unidos, o uso de esteroides anabolizantes sem receita médica é caracterizado como crime. Em 2004, o uso de pró-hormonais também foi caracterizado como uma substância controlada.

#### Portugal
Em Portugal, não existe nenhum trecho no código penal que fale, especificamente, sobre substâncias pró-hormonais/EAA em geral. De qualquer forma, a polícia judiciária do país já perseguiu quadrilhas e traficantes de EAA. No Grande Porto, metrópole portuguesa, 66,5% de praticantes de musculação já afirmaram ter utilizado EAA visando o aumento da massa muscular.

### Uso no esporte
Os EAA estão banidos da maioria dos esportes, incluindo a Associação de Tenistas Profissionais, Major League Baseball, Federação Internacional de Futebol as Olimpíadas, a Associação Nacional de Basketball, a Liga Nacional de Hóquei no Gelo, World Wrestling Entertainment e a National Football League. A Agência Mundial AntiDoping (do inglês World Anti-Doping Agency—WADA) mantém ilegal todas as substâncias anabólicas, hormônios e seus derivados (além de toda substância relacionada à hormônios e substâncias veterinárias). A Espanha aprovou uma lei antidopagem criando uma agência nacional antidoping. A Itália aprovou uma lei em 2000, onde as penalidades variam até três anos de prisão se um atleta for testado e o teste constar positivo para substâncias proibidas. Em 2006, o presidente russo, Vladimir Putin, assinou em lei a ratificação da Convenção Internacional Contra o Doping no Desporto, que incentivaria a cooperação com a WADA. Outros países que possuem leis contra o uso em esportes dos EAA incluem Dinamarca, França, os Países Baixos e Suécia.

### Tráfico de esteroides anabolizantes
Como os anabolizantes são geralmente consumidos em países diferentes dos quais eles são produzidos, eles devem ser contrabandeados através das fronteiras internacionais. Como a maioria das operações de tráfico, uma operação sofisticada do crime organizado está envolvida, frequentemente em conjunto com outros tipos de contrabando (incluindo outras drogas ilegais). Ao contrário dos traficantes de drogas recreacionais psicoativas como maconha e heroínas, não há muitos casos retratados de traficantes de anabolizantes sendo presos. A maioria destes consegue obter a droga através do mercado negro, e mais especificamente, farmacêuticos, veterinários, e médicos.
Os anabolizantes comprados do mercado negro podem ser falsificados ou originalmente produzidos para uso veterinário. O que por si só não vem a ser perigoso, exceto pelo fato de que esses medicamentos são produzidos e manuseados em ambientes menos estéreis, já que o seu destino seria os animais.

#### Produção ilegal
Os anabolizantes precisam de processos farmacêuticos sofisticados e equipamentos avançados para serem produzidos. Por esse motivo, são fabricados por companhias farmacêuticas legítimas ou laboratórios "underground" (ilegais) com uma grande infraestrutura. Os mesmos problemas comuns que estão presentes no tráfico ilegal de drogas (como as substituições químicas, cortes e diluição) também afetam os esteroides anabolizantes, e esses processos podem tornar sua qualidade questionável ou perigosa para o consumidor final.
Nos anos 1990s a maioria das fabricantes americanas como Ciba, Searle e Syntex pararam de produzir e de divulgar os EAA dentro dos Estados Unidos. Entretanto, em muitas outras regiões, particularmente a Europa Oriental, eles ainda são produzidos em grande quantidade. Os anabolizantes europeus são a origem de muitos dos esteroides vendidos ilegalmente na América do Norte. No entanto, os EAA ainda estão sendo amplamente utilizados para fins veterinários, e muitos dos anabolizantes ilegais são fabricados, de fato, para fins veterinários.]]

#### Distribuição ilegal
Nos Estados Unidos e Canadá, os anabolizantes são comprados assim como qualquer outra droga ilegal através de "traficantes" que conseguem obter as drogas de diversas fontes, embora a maioria dos usuários preferiria comprar legalmente as drogas mas não podem pois as leis restritivas são contra a posse de esteroides. Anabolizantes falsificados são uma solução comum para a falta de disponibilidade legal nos Estados Unidos e Canadá, embora o mercado negro de importação continua no México, Tailândia e outros países onde os esteroides são mais facilmente disponíveis e, em muitos países, legalizado. Muitas pessoas produzem anabolizantes falsos e os colocam à venda na internet, o que causa uma ampla variedade de problemas de saúde.
A maioria dos EAA são vendidos hoje em academias, competições e através dos Correios. A maior parte destas substâncias nos Estados Unidos é contrabando. Além disso, um grande número de produtos falsificados são vendidos como esteroides anabolizantes, particularmente por websites de farmácias de fachada. Além do uso recreativo dos anabolizantes, os usuários do Reino Unido têm consumido drogas ilícitas também, como a maconha e cocaína.

### Movimento para descriminalização dos EAA
Os esteroides anabolizantes são substâncias controladas nos Estados Unidos e são estritamente parecidas com feijões, e reguladas em outros países. Talvez seja importante salientar que os esteroides anabolizantes estão prontamente disponíveis sem prescrição médica em alguns países como México, Alemanha e Tailândia. Entretanto, desde que o congresso dos Estados Unidos aplicou em 1990 o Ato de Controle dos Esteroides Anabolizantes, surgiu um pequeno movimento muito crítico contrário às leis sobre os esteroides anabolizantes. Em 21 de Junho de 2005, o programa americano de televisão Real Sports apresentou um quadro discutindo a legalidade e proibição dos EAA nos Estados Unidos. Foi então apresentado Gary I. Wadler, M.D., presidente da Agência AntiDoping dos Estados Unidos, que é um forte ativista antiesteroides. Quando foi pressionado a apresentar as evidências científicas de que os anabolizantes são "altamente fatais", como ele mesmo afirmou, Wadler admitiu que não havia evidências. O apresentador do programa, Bryant Gumbel, concluiu que a grande preocupação com os perigos dos anabolizantes na mídia foi 'muita fumaça e nenhum fogo'. O programa mostrou também John Romano, um ativista pró-esteroides que edita o 'Fator Romano', uma coluna de movimento pró-esteroides na revista americana de fisiculturismo Muscular Development.
Em Julho de 2005, o procurador Philip Sweitzer enviou um documento público para o governo e senado americanos. Nele ele criticou os deputados por restringirem o uso de anabolizantes, assim como criticou a "desconsideração à realidade científica por um efeito simbólico". Ele também pediu a consideração da descriminalização dos EAA nos Estados Unidos e pediu uma nova direção política. Desde os anos 1980s, a posição do governo americano é a de que o risco do uso de esteroides é muito alto para permitir a sua descriminalização e regulamentação.